# 1549 en France
Chronologie de la France
- 1545
- 1546
- 1547
- 1548
- 1549
- 1550
- 1551
- 1552
- 1553

## Événements
- 23 janvier : ordonnance réglementant le monnayage français[1]. La livre tournois est décrétée unité de compte pour la tenue des comptabilités[2].
- 10 juin : couronnement de Catherine de Médicis à la basilique Saint-Denis.
- 16 juin : Ronsard écrit Avant-entrée du Roi très chrestien à Paris pour l’entrée solennelle du roi Henri II[3].

- Juillet : édit royal de fondation de la bourse de Toulouse[4].

- 8 août : ouverture de la guerre entre la France et l’Angleterre. Henri II lance une brillante offensive contre les positions anglaises dans le Boulonnais qui lui permet quelques mois plus tard d’obtenir par le traité d’Outreau, la restitution de Boulogne-sur-mer.
- Septembre, Amiens : la gabelle est supprimée dans les provinces du Sud-Ouest révoltées en 1541 (édit enregistré au Parlement le 12 octobre)[5].

- 19 novembre : édit de Paris rendant une partie de leur pouvoir aux juges ecclésiastiques[6].

- Publication de La Défense et illustration de la langue française, manifeste de la Pléiade rédigé par Joachim du Bellay. Le manifeste invite les poètes à enrichir et à diffuser le français par leurs œuvres[7].

## Naissances en 1549
- 3 février : Louis de France, fils d’Henri II et de Catherine de Médicis († 24 octobre 1550)
- 5 novembre : Philippe Duplessis-Mornay, théologien et homme politique huguenot, futur gouverneur de Saumur († 11 novembre 1623)

## Décès en 1549
- 21 décembre : Marguerite d’Angoulême (née en 1492).